# Оборона Козельска
Оборона Козельска — семинедельная оборона одного из удельных центров Черниговского княжества весной 1238 года. Взятие Козельска стало последним этапом первого похода монголов на Русь. Один из наиболее ярких и широко известных эпизодов истории средневековой Руси. Является элементом военно-исторического наследия и используется в военно-патриотическом воспитании как пример героического противостояния иноземным захватчикам.

## Предыстория
В зимнюю кампанию 1237—1238 годов монголы атаковали Рязанское и Владимиро-Суздальское княжества. Они взяли Рязань, разбили русские войска под Коломной, взяли Владимир, столицу Северо-Восточной Руси. Далее основные силы с Батыем, другими чингизидами и Субэдэем прошли через Переславль-Залесский на Тверь, а второстепенные силы во главе с Бурундаем разорили Поволжье и разбили на Сити войско Юрия Всеволодовича владимирского.
Корпус Батыя 5 марта взял новгородский Торжок, после чего часть монгольских войск стала преследовать оставшихся в живых защитников Торжка вплоть до Игнач Креста, после чего вернулась и соединилась с основными силами. После этого началось облавное движение монголов на юг, назад в степь. 
Основные силы Батыя от Торжка двинулись к Козельску напрямую, западное крыло его корпуса прошло восточнее Смоленска, разорило город Вщиж и также вышло к Козельску, третья же часть сил прошла восточнее, мимо уже разорённой в декабре 1237 года Рязани, и также затем вышла к Козельску.
Козельск являлся столицей одного из уделов Черниговского княжества. На момент монгольского вторжения там княжил двенадцатилетний Василий, принадлежавший ветви Мстислава Святославича Черниговского, погибшего в 1223 году во время битвы на Калке. Точная родословная князя Василия не ясна. Отцом князя Василия был скорее всего Иван Мстиславич.
Данные археологии и палеогеографии свидетельствуют, что Козельск был хорошо защищён естественными природными преградами — реками, болотами, холмами и оврагами, однако о характере его оборонительных сооружений мало что известно.
Современный Козельск расположен на левом берегу реки Жиздры. Небольшая речка Другуска, текущая по городу, перед впадением в Жиздру образует обширную и очень крутую петлю. Именно здесь — почти на острове — находится его исторический центр Козельская крепость. В результате масштабных исследований, проведённых в 2010-х годах, археологами были определены примерные размеры Козельского городища в XIII—XIV веках. Располагаясь на возвышенном мысу между реками Жиздрой и Другусной, укрепленная часть городища (так называемая «крепость») занимала площадь около 6 га, а собственно княжеская резиденция («детинец») всего 0,8 га. Археологические раскопки показали, что посад начинался севернее места, где Другусна максимально приближается к Жиздре с запада. Затем она вновь отдаляется от неё, перед впадением образуя петлю и холм диаметром около 400 метров. В северо-восточной части холма находился детинец. Таким образом, крепость была защищена реками с трёх сторон, монголы подошли с четвёртой, а отряды Кадана и Бури в начале мая, после половодья — с востока из-за Жиздры. В то же время половодье и распутица резко снижали вероятность активных действий Михаила Всеволодовича Черниговского.

## Оборона
Первоначально Козельск осадили только войска корпуса Батыя, двигавшиеся с севера от Торжка. Подойдя к городу, Батый предложил его защитникам некоторые условия мирного соглашения, или капитуляции, которые были ими отвергнуты. Как повествует летописец, жители Козельска решили на совете: 

яко аще князь нашь младъ есть, но положимъ животъ свой за нь; и сде славу сего света прiимше, и тамъ небесныя венца отъ Христа Бога прiимшемъ

Персидский историк Рашид-ад-Дин, рассказывая о длительной осаде Козельска, отмечал, что корпус Батыя не смог взять город в течение двух месяцев. Похожий срок в семь недель называет и Ипатьевская летопись. Взят город был только после подхода корпусов Кадана и Бури.
По предположению Каргалова, Козельск был назначен местом сбора войск, а Бури и Кадан привезли с собой осадные орудия, до этого город не штурмовался.
С помощью камнемётных машин монголы проломили стену и захватили вал, на котором она стояла. Завязалась рукопашная схватка («козляне ножи рѣзахуся с ними»). Штурм захлебнулся, воины Батыя отступили.
По предположению Селезнёва, стены Козельска можно было штурмовать лишь в ограниченном количестве мест, так как весенняя распутица сделала непроходимыми долины рек Жиздры и впадающей в неё у Козельска Другусны и заперла монгольское войско на водоразделе.
В сложившихся условиях защитники города приняли решение («свѣт же створиша») совершить вылазку («изиити на полкы Тотарьскые»). Атака русских оказалась полной неожиданностью для врага. Дружинникам и ополченцам удалось разрушить камнемётные машины («исѣкоша праща ихъ») и, «нападше на полъкы ихъ», уничтожить до 4000 воинов неприятеля. Эта отчаянная попытка спасти город стоила участникам вылазки жизни: никто не смог вернуться назад («и самѣ же избьени быша»).
Новый штурм защитники Козельска отразить уже не могли: сил для сопротивления не осталось. Завоеватели не пощадили никого: «изби вси, и не пощади от отрочатъ до сосущих млеко». Малолетний князь Василий, согласно рассказу летописца, пропал без вести: «о князи Васильи невѣдомо есть, и инии глаголаху яко во крови утонулъ есть, понеже убо младъ есть».
Хорошо укреплённые и куда более крупные русские города (Рязань или Владимир) пали значительно быстрее, они оборонялись лишь по пять дней. А небольшой Козельск продержался 49 дней. Столько же — около двух месяцев — оборонялся только огромный Киев.

## Археологические раскопки
В 1960 году и в 1975 году в Козельске проводились археологические раскопки, а первые крупномасштабные археологические раскопки — в 1992 году. Их основное назначение заключалось в выявлении и изучении остатков Козельска древнерусского времени.
Выбор конкретного места для исследования определялся традицией, прочно укоренившейся в краеведческой литературе еще с прошлого века. Согласно этой традиции, Козельск эпохи Древней Руси находился в той части города, где впоследствии была поставлена средневековая крепость-острог. На исследованных участках отсутствовал не только слой, но и отдельные находки XI—XIII веков. Весь полученный обширный археологический материал характеризовал средневековый (XIV—XVI века) и последующие этапы существования города. Таким образом, итогом работ 1992 года стало возникновение проблемы местонахождения летописного Козельска. Раскопки, проведённые Г. А. Массалитиной и И. В. Болдиным в 2010-2014 годах севернее крепости-острога около старого устья реки Другусны показали существование здесь остатков древнерусского города с классической для Черниговского княжества топографией и структурой. Также были зафиксировали остатки оборонительных сооружений детинца Козельска XI–XIII веков.
Характерно, что археологические исследования слоёв XIII века не выявили явных следов военного разгрома города. В то же время, раскопы, относящиеся ко времени монгольской осады, имеют слои пожаров.

## Письменные источники
Письменные источники донесли до нас несколько описаний трагических событий развернувшихся под стенами Козельска весной 1238 года. Наиболее полную информацию содержит текст Ипатьевского летописного свода. Согласно ему, к марту 1238 года Батый:

...поплени грады Суждальские и приде ко граду Козельска; будущу въ немъ князю младу, именемъ Василью, уведавше же нечестивiи яу умъ крепкодушьный имеют людье во граде, словесы лестными не возможно бе град прiяти. Козляне же съвесть створше не вдаватися Батыю, рекше «яко аще князь нашь младъ есть, но положимъ животъ свой за нь; и сде славу сего света прiимше, и тамъ небесныя венца отъ Христа Бога прiимшемъ». Татаромъ же быощемъ граду стену и возъидоша на валъ татаре. Козляне же ножи резахуся съ ними, съветъ же створиша изъити на полкы татарскые, и пошеде изъ града иссекоша праща ихъ, нападше на полъкы ихъ и убиша отъ татаръ 4 тысящи сами же избъени быша. Батый же взя городъ, избив си, и не пощаде отъ отрочатъ до сосущих млеко. Оттуде же въ Татарехъ не смеють его нарещи град Козелескъ но град злый, понеже бишася по семъ неделъ; убиша бо отъ татаръ сына темничи три, татари же искавше и не могоша ихъ изнайти во множестве трупъ мертвыхъ

Сообщение Тверской летописи является фактической компиляцией текста Ипатьевской, с той разницей, что тверской летописец ничего не говорит об уничтожении козельцами стенобитных машин монгольской армии в последней отчаянной вылазке.
События осады и взятия Козельска монголами были также отражены и в хронике Рашид ад-Дина:

На этом переходе Бату подошел к городу Козельску и, осаждая его в течение двух месяцев, не
мог овладеть им. Потом прибыли Кадан и Бури и взяли его в три дня. Тогда они расположились в домах и отдохнули

## Память об обороне Козельска
Оборона Козельска входит в историческое наследие страны как пример героического противостояния иноземным захватчикам .
Указом главы государства от 5 декабря 2009 г. №1388 «За мужество, стойкость и массовый героизм, проявленные в борьбе за свободу и независимость Отечества» городу Козельску присвоено звание «Город воинской славы». 12 января 2010 года в приветственном слове президент Российской Федерации Д. А. Медведев сказал:

«Один из древнейших городов России, город Козельск в XIII веке прославился беспримерным по своему героизму противодействием хану Батыю: этот, в общем, небольшой город выдержал длительную осаду, о чем было сказано неоднократно в исторических летописях, в ходе которой монгольское войско понесло в тот период очень значительные потери…»

В 2024 году был снят фильм «Злой город», рассказывающий об обороне Козельска. Картина вышла в прокат 30 января 2025 года.
Обороне Козельска посвящена песня Radio Tapok «Злой город» (2025).

### В романе-эссе В. А. Чивилихина «Память»
Событиям первого похода Батыя зимой 1237/38 годов и особенно обороне Козельска посвящён роман-эссе «Память» советского писателя и журналиста Чивилихина В. А., иногда оцениваемый как исторический роман. Критики отмечают, что автор использовал при работе над романом обширный исторический материал, показав глубокое знание источников.
В романе сообщается, что во время строительства в конце XIX века железной дороги на Тулу, строители обнаружили захоронение из 267 черепов что связывается с погибшими в 1238 году при вылазке защитниками города. Данная информация иногда воспроизводится в научно-популярной литературе. В 1899 году строилась ветка рязанско-уральской железной дороги от Данкова на Смоленск, проходившая примерно на 400 м южнее ул.Белёвская Гора — южной границы посада XIII века, определённой при археологических раскопках 2010-х годов, а железная дорога Тула-Сухиничи проходит севернее, на месте города XIII века, строилась в 1931 году и существует по настоящее время. При её строительстве устье Другусны было перенесено севернее, чтобы железную дорогу не пришлось перебрасывать подряд через Другусну и Жиздру.
Также автор исходил из того, что овраг, по которому пролегала старая железная дорога, был в XIII веке южным рвом города, и на этом основании определял размер города XIII века равным площади всей козельской горы — 1000 м с севера на юг и 400 м с запада на восток, как 40 га, что превосходило бы площадь любого другого города Чернигово-Северской земли, за исключением Чернигова. Однако, в свете раскопок 2010-х годов, город XIII века был значительно меньше и располагался только в северной части козельской горы.